# 골드몬트 플러스
골드몬트 플러스(Goldmont Plus)는 인텔에서 만든 SoC(단일 칩 시스템)에 사용되는 저전력 아톰(Atom), 셀러론 및 펜티엄 실버(Pentium Silver) 브랜드 프로세서용 마이크로아키텍처이다. 14nm 골드몬트 플러스 코어를 탑재한 제미니레이크(Gemini Lake) 플랫폼은 2017년 12월 11일에 공식 출시되었다. 인텔은 2019년 11월 4일에 제미니레이크 리프레시 플랫폼을 출시했다.

## 디자인
골드몬트 플러스는 보급형 데스크톱 및 노트북 컴퓨터용으로 설계된 향상된 2세대 비순차적 저전력 아톰 마이크로아키텍처이다. 골드몬트 플러스는 14nm 제조 공정을 기반으로 구축되었으며 소비자 장치에 대해 최대 4개의 코어를 지원한다. 여기에는 카비레이크 마이크로아키텍처로 개선된 Intel Gen9 그래픽 아키텍처가 포함되어 있다.
골드몬트 플러스 마이크로아키텍처는 골드몬트 마이크로아키텍처의 성공을 기반으로 구축되었으며 다음과 같은 향상된 기능을 제공한다.
- 이전 세대 아톰 프로세서 백엔드 파이프라인을 4와이드 할당 및 4와이드 폐기로 확장하는 동시에 3와이드 가져오기 및 디코딩 파이프라인을 유지한다.
- 향상된 분기 예측 장치.
- 64KB 공유 2차 사전 디코드 캐시(골드몬트 마이크로아키텍처에서는 16KB)
- 더 큰 예약 스테이션 및 재주문 버퍼 항목을 통해 큰 주문 취소 창을 지원한다.
- 더 넓은 정수 실행 단위. 더 빠른 분기 리디렉션을 지원하는 새로운 전용 JEU 포트이다.
- 빠른 스칼라/압축형 단일, 이중 및 확장 정밀 부동 소수점 분할을 위한 Radix-1024 부동 소수점 분할기이다.
- AES-NI 명령 대기 시간 및 처리량이 향상되었다.
- 더 큰 로드 및 저장 버퍼. 레지스터에서 데이터를 저장하는 저장소-로드 전달 지연 시간이 향상되었다.
- 공유 명령어 및 데이터 2차 레벨 TLB. 페이징 캐시 향상(PxE/ePxE 캐시)
- 최대 4MB L2 캐시를 공유하는 4개의 코어를 갖춘 모듈형 시스템 설계.
- RDPID(읽기 프로세서 ID) 새 명령을 지원한다.

## 같이 보기
- 인텔 CPU 마이크로아키텍처 목록
- 인텔 펜티엄 마이크로프로세서 목록
- 인텔 셀러론 마이크로프로세서 목록
- 인텔 아톰 마이크로프로세서 목록